# 9090 Chirotenmondai
A 9090 Chirotenmondai (ideiglenes jelöléssel 1995 UW8) a Naprendszer kisbolygóövében található aszteroida. Endate K. és Vatanabe Kazuró fedezte fel 1995. október 28-án.